# Sen o 7 szklankach
Sen o 7 szklankach – ósmy album studyjny polskiej grupy muzycznej Coma. Wydawnictwo ukazało się 15 marca 2019 roku nakładem wytwórni muzycznej Mystic Production.

## Lista utworów
| Nr  | Tytuł utworu                                                                   | Słowa                  | Muzyka                                                                                          | Długość |
| --- | ------------------------------------------------------------------------------ | ---------------------- | ----------------------------------------------------------------------------------------------- | ------- |
| 1.  | „Witajcie W Naszej Bajce”                                                      | Krzysztof Gradowski    | Andrzej Korzyński                                                                               | 3:17    |
| 2.  | „Marsz Robotów”                                                                | Krzysztof Gradowski    | Andrzej Korzyński                                                                               | 5:04    |
| 3.  | „Sen O Pierwszej Szklance”                                                     |                        | Rafał Matuszak                                                                                  | 1:54    |
| 4.  | „Wędrówka”                                                                     | Andrzej Mogielnicki    | Jan Borysewicz                                                                                  | 3:21    |
| 5.  | „Fantazja”                                                                     | Piotr Rogucki          | Adam Marszałkowski, Dominik Witczak, Marcin Kobza, Paweł Cieślak, Piotr Rogucki, Rafał Matuszak | 3:45    |
| 6.  | „Sen O Drugiej Szklance”                                                       |                        | Marcin Kobza                                                                                    | 1:57    |
| 7.  | „Meluzyna” (Gościnnie: Iza Lach)                                               | Krzysztof Gradowski    | Andrzej Korzyński                                                                               | 4:22    |
| 8.  | „Z Poradnika Młodego Zielarza”                                                 | Krzysztof Gradowski    | Andrzej Korzyński                                                                               | 4:38    |
| 9.  | „Sen O Trzeciej Szklance”                                                      |                        | Dominik Witczak                                                                                 | 2:29    |
| 10. | „Przybysze Z Matplanety” (Gościnnie: Daria Zawiałow)                           | Magdalena Wojtaszewska | Marceli Latoszek, Rafał Błażejew                                                                | 4:30    |
| 11. | „Sen O Czwartej Szklance” (Gościnnie: Antek Marszałkowski, Kuba Marszałkowski) |                        | Adam Marszałkowski                                                                              | 1:39    |
| 12. | „Chodź Ze Mną” (Gościnnie: Iza Lach)                                           | Agnieszka Osiecka      | Wojciech Kilar                                                                                  | 4:21    |
| 13. | „Sen O Piątej Szklance”                                                        |                        | Piotr Rogucki                                                                                   | 1:23    |
| 14. | „Ratujmy Kosmos”                                                               | Beata Kozidrak         | Andrzej Korzyński, Jarosław Kozidrak                                                            | 4:19    |
| 15. | „Sen O Szóstej Szklance”                                                       |                        | Paweł Cieślak                                                                                   | 1:41    |
| 16. | „Pożegnanie Z Bajką” (Gościnnie : Ralph Kaminski)                              |                        |                                                                                                 | 4:27    |
| 17. | „Untitled”                                                                     |                        |                                                                                                 | 0:43    |
| 18. | „Przybysze Z Matplanety” (Remix)                                               | Krzysztof Gradowski    | Andrzej Korzyński                                                                               | 4:29    |
|     |                                                                                |                        |                                                                                                 | 58:19   |

## Twórcy albumu
- Rafał Matuszak - gitara basowa
- Tomasz Matuszak - okładka
- Dominik Witczak, Marcin Kobza - gitara
- Adam Marszałkowski - perkusja
- Paweł Cieślak - produkcja, miksowanie, mastering
- Piotr Rogucki - wokal

## Listy sprzedaży
| Lista | Kraj   | Pozycja |
| ----- | ------ | ------- |
| OLiS  | Polska | 4       |